# Lavička Czesława Freudenreicha
Lavička Czesława Freudenreicha, polsky Łavička Czesława Freudenreicha, je památník a bronzové sousoší v centrálním Polsku. Ztvárňuje místního polského průmyslníka, filantropa, ochotníka a cyklisty Czesława Konrada Freudenreicha (1873-1939) zastřeleného nacisty během Druhé světové války. Nachází se na náměstí Skwer Niepodległości u městských úřadů města Koło (okres Koło, Velkopolské vojvodství). Autorem návrhu díla je Jacek Dziedziczak a realizátory jsou Jacek Wojciechowski a Krzysztof Wojtukiewicz.

## Další informace
Netradiční plastika Lavička Czesława Freudenreicha byla slavnostně odhalena dne 1. června 2023 v den 150. výročí Freudenreichova narození. Skládá se z lavičky (sedadla z kina) a stojící postavy Freudenreicha opírající se o jízdní kolo. Celý výjev se odkazuje na Freudenreichovu fotografii z roku 1900. Myšlenka postavit Freudenreichův pomník se objevila v roce 2015 a od roku 2018 se začaly shromažďovat finanční prostředky na jeho výstavbu. Výstavbu díla podpořili domácí i zahraniční dárci. Vedle lavičky je umístěna také deska s QR kódem pro získání dalších informací o díle a ztvárněné osobě.

## Galerie

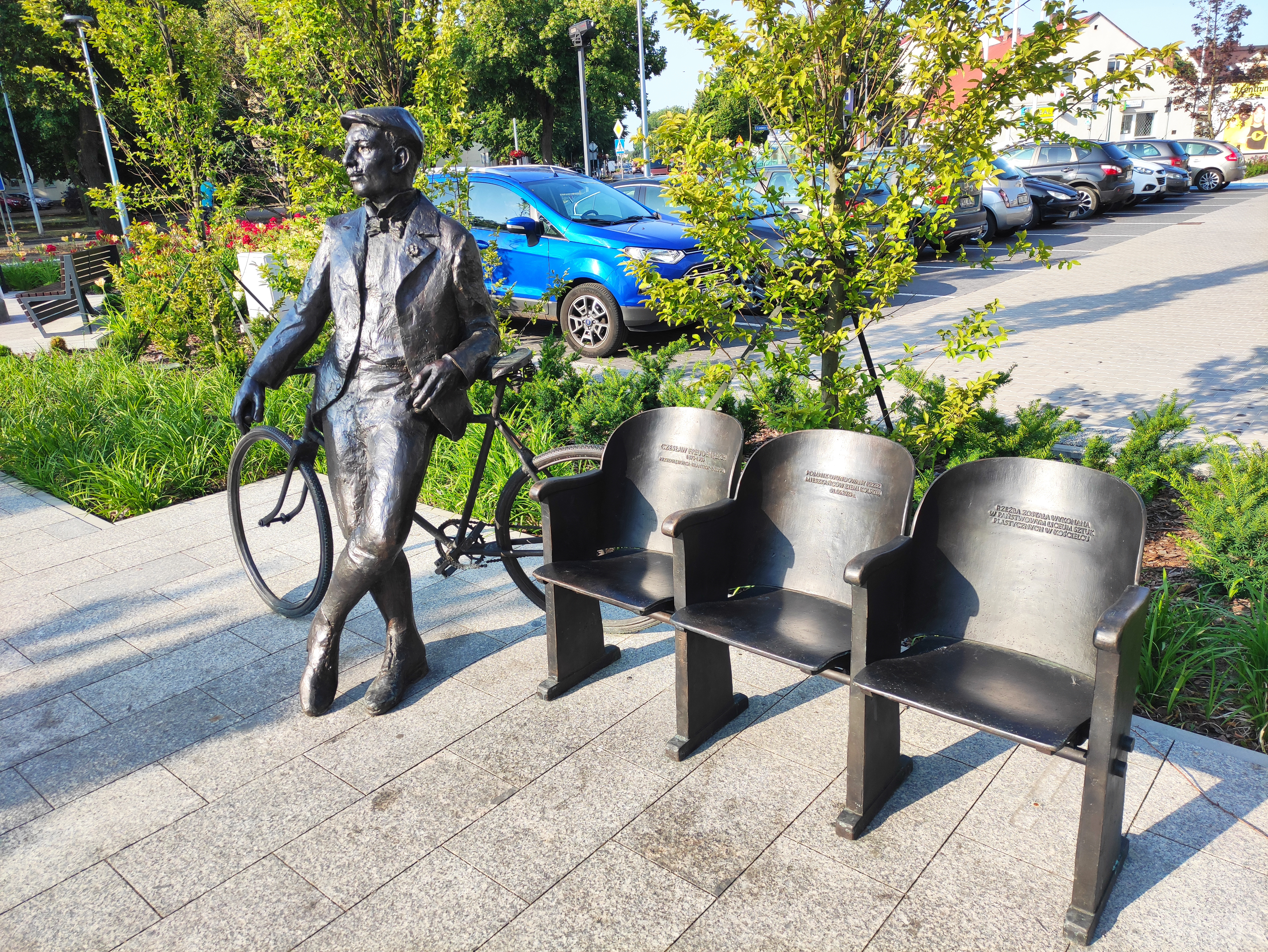
Pohled zepředu
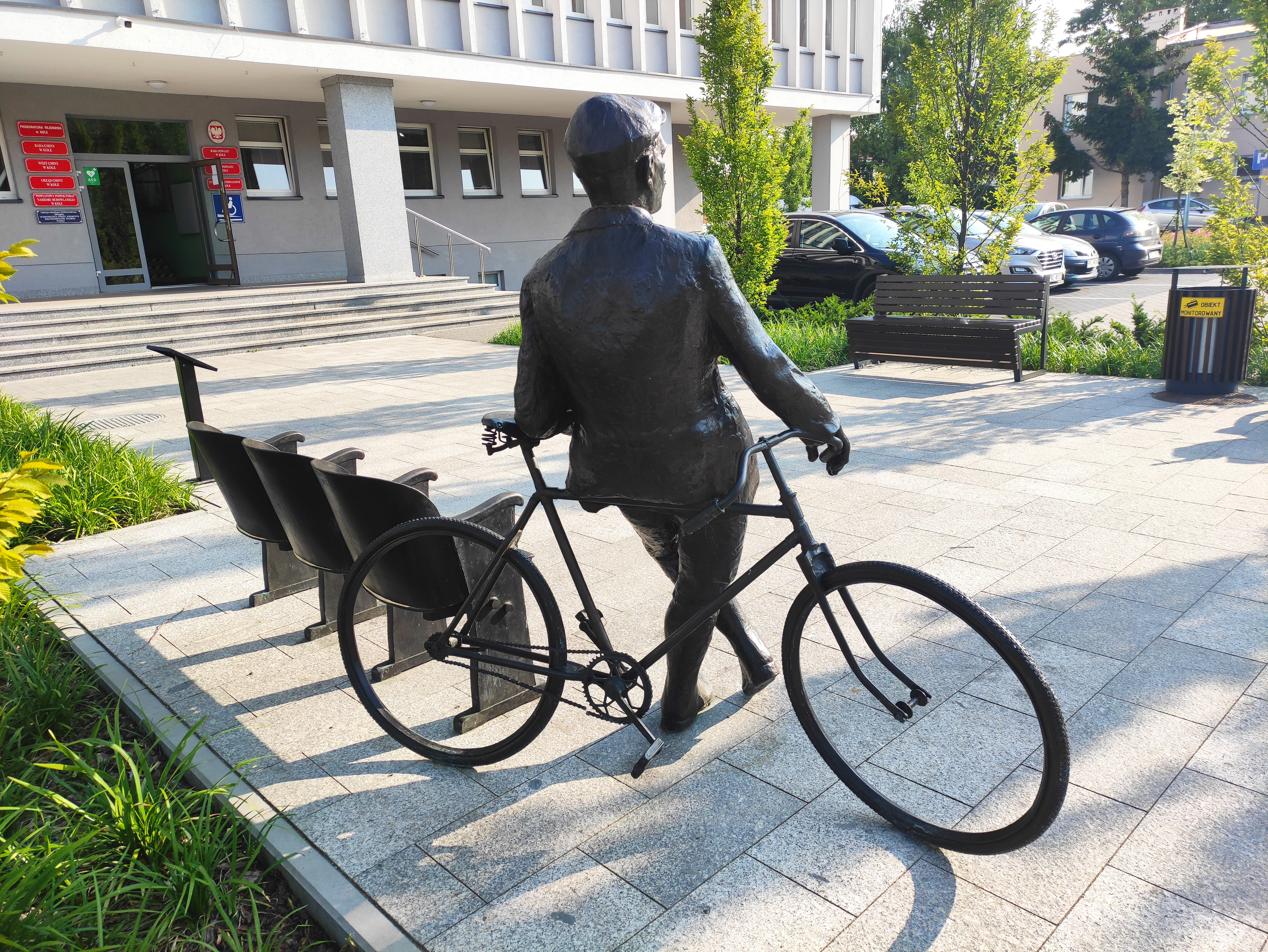
Pohled zezadu